# Лерой-Жак Микелс
Лерой-Жак Микелс (на немски: Leroy-Jacques Mickels) е германски футболист, който играе на поста ляво крило. Състезател на Ал Таражи.

## Кариера
Микелс е бивш играч на Борусия Мьонхенгладбах II, Санкт Паули II, Алемания Аахен, Монхайм, Велберт 02, Дуисбург, Тюркгюджю Мюнхен и Рот-Вайс Оберхаузен. 
На 16 януари 2023 г. Лерой-Жак подписва с варненския Спартак. Дебютира на 11 февруари при загубата с 1:2 като домакин на Лудогорец.

## Успехи
Тюркгюджю Мюнхен
- Купа на Бавария (1): 2021

## Личен живот
Роден в Германия, Микелс е от конгоански произход.